# Sukaherang
Sukaherang is een bestuurslaag in het regentschap Tasikmalaya van de provincie West-Java, Indonesië. Sukaherang telt 4388 inwoners (volkstelling 2010).